# Fontän (jonglering)
Fontän är grundmönstret vid jonglering med ett jämnt antal objekt.
Objekten delas jämnt mellan varje hand som sedan jonglerar utan att kasta objekten till den andra handen. Vid en fyrabollarsfontän jongleras alltså två bollar i varje hand. Vid en sexbollarsfontän jongleras tre bollar i varje hand. Siteswap för en fontän är alltså 4, 6 eller 8 beroende på hur många objekt man jonglerar med.
Det är lättare att utföra fontän med ett jämnt antal objekt då man kan ha lika många i vardera hand.
Fontän kan utföras synkront eller asynkront, det vill säga att man kastar objekten på vardera hand upp i luften samtidigt eller ej.